# Артамонови
„Артамонови“ или „Делото „Артамонови“ (на руски: Дело Артамоновых) е роман на руския писател Максим Горки, завършен през 1925 година.
Написан е в Италия по време на престоя на Горки в емиграция след Гражданската война и е публикуван за пръв път изцяло от руското издателство „Книга“ в Берлин. Книгата описва живота на няколко поколения от семейство, притежаващо текстилна фабрика – от установяването им в руско градче в средата на XIX век до Революцията от 1917 година – сблъсъка им с консервативното местно общество и вътрешносемейните конфликти.
В България книгата е издадена за пръв път като „Делото „Артамонови“ през 1952 година като 20-и том от събраните съчинения на Горки в превод на Анна Беливанова, преиздаван през следващите десетилетия като „Артамонови“.